# Zengcheng
Zengcheng (增城 ; pinyin : Zēngchéng) est une ville de la province du Guangdong en Chine. C'est une ville-district placée sous la juridiction de la ville sous-provinciale de Guangzhou (Canton).

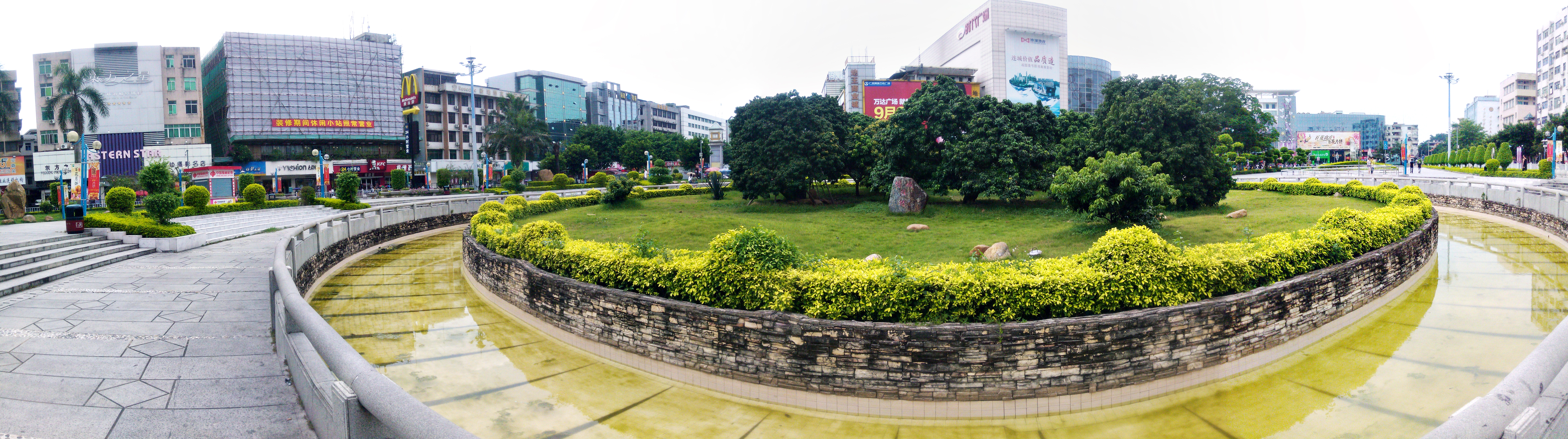
Place Gualü dans le sous-district de Licheng

## Démographie
La population du district était de 785 265 habitants en 1999.

## Histoire
Le comté de zengcheng a été officiellement établi pendant la dynastie des Hans orientaux, avant la dynastie Qin (av. 221), cette région était détenue par les tribus Baiyue. Sous les Ming, la partie nord du comté a été séparée pour former le comté de Longmen, administré à partir de Huizhou. Le comté a été promu au statut de ville en 1993. En 2006, une partie occidentale de Zengcheng a été sectionnée pour former le district de Luogang à Guangzhou, qui a été renommé Huangpu en 2014.